# Digimon Survive
Digimon Survive (デジモンサヴァイブ Dejimon Savaibu) es un videojuego perteneciente al género Novela Visual con toques de rol táctico. Es desarrollado por Witchcraft y publicado por Bandai Namco Games para las plataformas de PlayStation 4, Xbox One, Nintendo Switch y PC bajo el servicio de Steam. El juego fue lanzado el 28 de julio en Japón y el 29 de julio en el resto del mundo.

## Jugabilidad
Las elecciones de los jugadores influyen en la dirección de la historia, incluido el proceso de resolución digital de Digimon. Múltiples juegos pueden dar como resultado diferentes caminos y diferentes soluciones digitales. El juego contará con múltiples finales y si se toman decisiones incorrectas, los personajes serán asesinados.

## Argumento
Durante un campamento de primavera, unos niños llegan a un extraño mundo muy parecido al suyo. Al poco tiempo, unos seres monstruosos se les acercan afirmando ser sus «compañeros». Un profesor que se encontraba en el lugar les explica que acorde a la tradición, estas criaturas reciben el nombre de «kemonogami».
Poco a poco, los niños se dan cuenta de que ya no se encuentran en su mundo y que están completamente aislados, sin poder comunicarse con el exterior. Peor aún, existen otros kemonogami que, a diferencia de sus compañeros, no son amistosos y planean capturarlos. A su vez, una misteriosa niebla parece estar azotando el mundo de los kemonogami.
El grupo comienza a verse acosado por enemigos; primero un agresivo kemonogami llamado Fangmon y después por Arukinemon, quien trata de manipular a los niños para ofrecerlos como «sacrificio» al Maestro. Ryo, uno de los miembros del grupo, termina cayendo en la locura creyendo que Arukenimon es su madre fallecida; como resultado, la niebla engulle a Ryo.
El grupo sigue conmocionado por la muerte de Ryo, hasta que encuentran el lugar donde quizás pueda hallarse Miu, la hermana pequeña de Kaito. Al llegar, la localizan en el interior de un parque de atracciones, siendo atacados por dos esbirros del Maestro: Garurumon y Monzaemon. Tras sobrevivir a duras penas al encuentro, el grupo planea su próximo movimiento. Finalmente, deciden confrontar a Arukenimon para que les diga de qué manera pueden volver a su mundo. El grupo planea llegar a la base del Maestro a través de unas cloacas, pero todo resultó ser una trampa tendida por Arukenimon; mediante tretas, consigue separar a los niños unos de otros. Después, manipula a Shuuji, quien termina cayendo víctima de su propia inseguridad, obligando a Lopmon a evolucionar de manera maligna en Wendigomon, quien termina devorando al propio Shuuji.
Con la ayuda del profesor consiguen escapar de la trampa de Arukenimon. Todos están exhaustos y conmocionados por la muerte de Shuuji y comienzan a mostrar desconfianza de sus compañeros kemonogami, lo que causa que Falcomon se separe del grupo, ofendido por la actitud de Minoru. Estas dudas son aprovechadas por Garurumon, quien ataca a los niños. Estos recuperan la confianza con sus compañeros y terminan derrotando a Garurumon.
Takuma Momozuka, Minoru Hyuuga, Aoi Shibuya, Saki y Shuuji están en un campamento de actividades extracurriculares de estudios históricos durante las vacaciones de primavera. El segundo día, Takuma, Minoru y Aoi visitan un famoso templo local para investigar la leyenda de los "Dioses Bestia" (Kemonogami), donde se llevará a cabo un festival para celebrarlos. Mientras exploran, se encuentran con Koromon, luego escuchan gritos. Koromon y el grupo corren hacia la fuente y encuentran a sus compañeros de clase siendo atacados por otros Digimon. Koromon digi-evoluciona a Agumon y asusta a los Digimon. Es en este punto, que Takuma y los demás descubren que están en otro mundo.

### Epílogos
- Moral: al acabar con el Maestro, descubren que son las interacciones entre el mundo humano y el de los kemonogami lo que mantiene la estabilidad entre ambos mundos. Al abrirse el portal, todos deciden regresar al mundo humano, pero no así los kemonogami, que permanecen en el suyo. Al año siguiente, los Niños Elegidos se reúnen de nuevo en el mismo campamento de verano junto con el profesor y Miyuki, esperando que el portal al mundo kemonogami pueda abrirse de nuevo.

- Armonía: al derrotar a Boltboutamon el portal entre ambos mundos no se cierra, sino que permanece abierto ejerciendo como vía entre ambos mundos. El impacto causado por la llegada de los kemonogami al mundo humano causa que Takuma, Aoi, Minoru y Saki decidan dedicar sus esfuerzos a mejorar la convivencia entre los humanos y kemonogami para evitar que un error como el de Kaito pueda volver a cometerse.

- Ira: como predijo Aoi antes de morir, el portal entre ambos mundos permanecerá abierto. Esto causa que los kemonogami invadan el mundo humano. Como resultado, se desata el caos cuando humanos y sus compañeros kemonogami se enfrentan a otros, lo que causa que los gobiernos se vuelvan cada vez más represivos y autoritarios con el objetivo de mantener el orden. Takuma, Kaito, Minoru y Miu, junto con sus respectivos compañeros, forman un grupo dedicado a proteger a otros niños y a sus compañeros y para luchar contra la opresión del gobierno.

## Personajes

### Humanos
- Takuma Momotsuka (百 束 タ ク マ): es el protagonista del juego y a quien manejamos a lo largo del desarrollo de la aventura. Takuma es un líder natural y los demás miembros del grupo así lo consideran, destacando por su personalidad valiente, comprensiva y leal.

- Aoi Shibuya (渋谷 アオイ): un año mayor que Takuma, Aoi se trata de una chica reflexiva, tranquila y prudente, con una actitud muy maternal respecto al grupo. Esto hace que tenga un gran sentido de la responsabilidad, pero también que se exija demasiado, hasta el punto de no creer demasiado en sí misma.

- Minoru Hinata (日向ひなた ミノル): Minoru es un gran amigo de Takuma y destaca por su personalidad alegre, bromista y despreocupada, sin embargo, esto se trata de una fachada con la oculta una gran falta de confianza en sí mismo. Pese a todo, es muy apreciado por los demás debido a su espíritu.

- Saki Kimishima (君島 サキ): amiga de Ryo, Saki posee un carácter alegre y optimista, pero también muy franco, lo que la hace una chica muy popular, pero también con pocos amigos. Con el tiempo, se revela que Saki padece una grave enfermedad, lo cual solo conoce su compañera Floramon.

- Kaito Shinomome (東雲カイト): hermano mayor de Miu, Kaito posee un carácter solitario, atrevido y agresivo, especialmente en lo que concierne a su hermana Miu, con quien tiene una actitud sobreprotectora. Pese a todo, lo cierto es que posee un buen corazón y una gran lealtad a sus amigos.

- Miu Shinonome (東雲ミウ): la hermana pequeña de Kaito, Miu tiene una personalidad muy atrevida y desvergonzada, todo ello debido a que no soporta la sobreprotección de su hermano, si bien le quiere mucho.

- Ryo Tominaga (富永 リョ): amigo de Saki, Ryo actúa como un «lobo solitario», con una actitud hosca. Ryo desarrolla un gran miedo al mundo de los kemonogami, perdiendo cada vez más el sentido de la realidad, hasta el punto de creer que Arukenimon es su madre, quien había fallecido.

- Shuuji Kayama (加山 シュウジ): Shuuji es el mayor del grupo, de manera que asume el liderazgo, sin embargo, su personalidad cobarde e indecisa causan que los demás miembros no se fíen demasiado de su criterio, de manera que es Takuma quien ejerce de líder oficial. A lo largo del juego se revela que Shuuji padece de una gran inseguridad y complejo de inferioridad respecto a su hermano mayor, quien es más capaz que él, y por la exigencia de su padre.

- Miyuki Minase (水無瀬 ミユキ): Miyuki es la hermana mayor de Hiru y la descendiente de un antiguo clan con la capacidad de abrir un portal al mundo de los kemonogami. Llevada junto a su hermano hace 50 años al otro mundo, Miyuki quedó atrapada en él mientras su hermano regresaba al mundo de los humanos. Allí permanecería junto a su compañera Renamon hasta la llegada de los Niños Elegidos.

- Akiharu «Haru» Minase (水無瀬 明春): hermano pequeño de Miyuki, hacía 50 años logró escapar del mundo de los kemonogami cuando su hermana abrió el portal, separándose de su compañero Gabumon y de su hermana. Durante ese tiempo, Haru se sintió culpable de haber abandonado a su hermana y a su compañero, tratando de regresar.

### Kemonogami
- Agumon: el compañero de Takuma, Agumon destaca por su extremada lealtad a Takuma, así como por su carácter alegre, jovial y aguerrido.

- Labramon: la compañera de Aoi, Labramon posee una absoluta devoción por Aoi, hasta el punto de llegar a ser sobreprotectora.

- Falcomon: el compañero de Minoru, Falcomon se trata de un ser inteligente, prudente y reflexivo, lo que contrasta mucho con la personalidad despreocupada y bromista de Minoru.

- Floramon: la compañera de Saki, Floramon comparte el carácter alegre, tranquilo y cándido de su compañera, trabando mucha confianza con ella.

- Dracmon: el compañero de Kaito, Dracmon posee un carácter bromista, lo que hace tenga una relación tirante con Kaito, si bien ambos se muestran un gran respeto mutuo.

- Syakomon: la compañera de Miu, Shyakomon demuestra ser muy leal a ella, siendo la única capaz de contener el carácter desobediente y rebelde de Miu.

- Kunemon: el compañero de Ryo, a diferencia de los demás kemonogami no puede comunicarse, lo que le causa problemas con Ryo, quien no termina de acostumbrarse a él.

- Lopmon: el compañero de Shuuji, no demuestra un gran valor en batalla, lo que sumado a su incapacidad de evolucionar hacen que Shuuji lo maltrate y lo desprecie, pese a todo, demuestra una gran lealtad hacia él.

- Renamon: la compañera de Miyuki, adoptó la apariencia de Haru para que ella se sintiera más cómoda en su mundo.

- Gabumon: el compañero de Haru, quedó en el mundo de los kemonogami cuando Haru regresó a su mundo, guardando un gran resentimiento hacia los humanos.

- Jijimon: el guardián del parque de atracciones, ayuda a los Niños Elegidos a luchar contra el Maestro.

- Fangmon: primer enemigo con el que se encuentran los niños, trató de atrapar a Shuuji y a Saki, pero terminó siendo engullido por la niebla.

- Arukenimon: una sirviente del Maestro, Arukenimon trata de manipular a los niños para así obtener los sacrificios. Sus constantes fallos en capturar a Miyuki causan que Piedmon acabe con ella.

- Piedmon: el principal sirviente del Maestro, guía a los demás esbirros en su misión de capturar al sacrificio. Piedmon finalmente revela su identidad tras eliminar a Arukenimon y capturar a Miyuki. Los Niños luchan contra él y acaba en el mundo humano cuando Miyuki abre el portal. Allí es derrotado y su destino depende del camino escogido; en los caminos «moral» y «verdadero» sucumbe a las heridas ocasionadas en el combate contra Takuma y Agumon; en el camino «ira» muere a manos de Plutomon; en el camino «armonioso» se fusiona con Dracmon para formar a Boltboutamon.

## Desarrollo
Digimon Survive se anunció por primera vez en julio de 2018 en un número de la revista japonesa V Jump para su lanzamiento en PlayStation 4 y Nintendo Switch. La versión occidental fue anunciada por Bandai en YouTube a través de un avance, con Xbox One y Steam incluidos en las plataformas. El 6 de julio de 2019, el juego se retrasó hasta el año 2020. El 15 de octubre del 2020, Bandai anunció de forma oficial de que el videojuego nuevamente se tuvo que atrasar hasta el 2021, debido a la pandemia global del COVID-19. Un nuevo atraso se anunció en octubre de 2021, está vez postergando el lanzamiento hasta el 2022.